# Heinz Huth
Heinz Huth, född 1909 död 20 september 1997, var en tysk tvåfaldig världsmästare i segelflygning.

## Tävlingar:VM i segelflyg
- 1960, Köln, Västtyskland, Standard klassen i Ka 6
- 1963, Junin, Argentina, Standard klassen i Ka 6